# 文人 (日本)

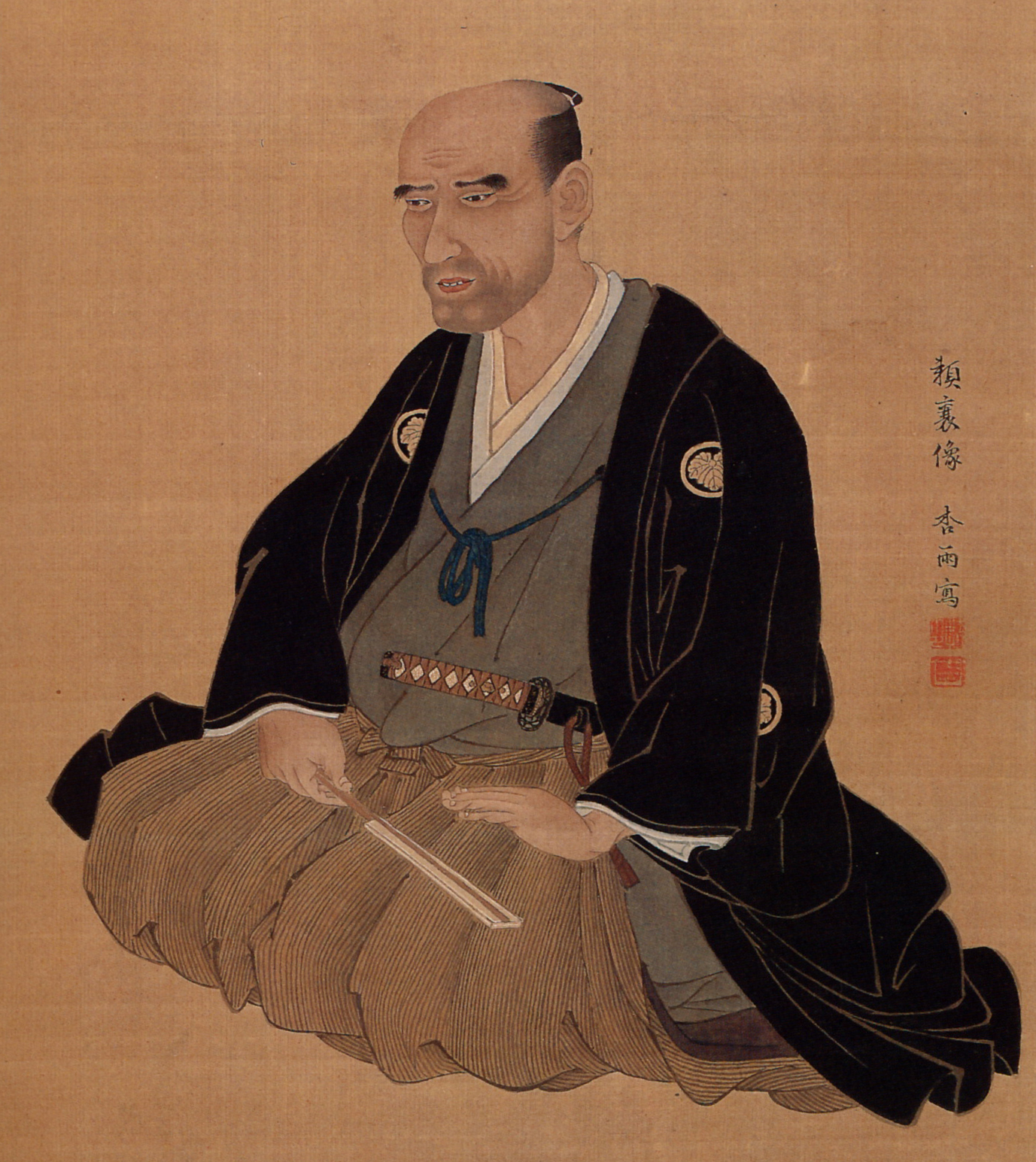
『頼山陽像』帆足杏雨筆

日本文化史の用語としての文人（ぶんじん）は、中国文化史の文人を念頭に、文学や芸術に広く通じた知識人を指す。例として、服部南郭・祇園南海・柳沢淇園・木村蒹葭堂・頼山陽・富岡鉄斎らが挙げられる。文人文化・文人趣味・文人意識・文人サロンなどとも表現される。

## 文人とは
中国の文人と同様、明確な定義は無い。中国の文人が科挙官僚（士大夫）と表裏一体だったのに対し、日本には科挙が無かったことなどから、日中の文人は似て非なる存在である。
揖斐 2009 は先行研究を総合して、以下の4点を文人の要件としている。
1. 読書人であり、高度の知識人である[6]。
2. 重大な政治権力の行使に直接的には関わらない[6]。
3. 詩文書画など古典的な文学・芸術に堪能で、かつ多芸多才である[6]。
4. 世俗的な価値基準より自己の内面的な精神生活の充実を重視し、反俗的・隠逸的・尚古的な姿勢を示す[6]。

具体的には、文人画（南画）・書道・漢詩・狂歌・随筆・読本・戯作・煎茶・陶磁器・古銅器・投壺・古琴・飼育園芸・篆刻・文房趣味・好古趣味といった趣味を嗜んだこと（文人趣味）、サロン的な交友ネットワークを築いたこと（文人サロン）、一字姓の慣習（例えば服部南郭＝服南郭）に顕著なように、古代中国への憧憬を抱いたこと、老荘的・壺中天的な隠逸を志向したこと、などの特徴が挙げられる。
文人と呼ばれる人物は、江戸時代中期（享保ごろ・宝暦天明文化期）以降に多く現れた。その筆頭として、服部南郭ら古文辞派の漢詩人や、祇園南海・柳沢淇園が挙げられる。ただし、戦国時代の三条西実隆、平安時代の菅原道真・大江匡房らを文人として取りあげる研究もある。
江戸時代の文人は、様々な職業や身分の人間が、隠退後や余暇に兼業するものだった。しかし幕末になると専業的な文人も現れた。
明治大正期に活動した富岡鉄斎が「日本最後の文人」とされる。

## 研究史
文人の研究は、20世紀後半、中村幸彦が開拓し、日野龍夫らが後に続いた。中村幸彦は、青木正児による中国文人の研究を踏まえていた。
平安時代の文人については、中村幸彦は掘り下げなかったが、後に工藤重矩らが掘り下げた。